# Staříč
Staříč település Csehországban, a Frýdek-místeki járásban. Staříč Frýdek-Místek, Žabeň, Sviadnov, Brušperk, Fryčovice és Paskov településekkel határos. Lakosainak száma 2249 fő (2024. január 1.).

## Népesség
A település lakosságának változását az alábbi diagram mutatja:
| Lakosok száma | 1624 | 1918 | 1794 | 1660 | 1692 | 1980 | 2127 | 2188 | 2098 | 2249 |
|               | 1869 | 1900 | 1921 | 1961 | 1980 | 2011 | 2016 | 2019 | 2021 | 2024 |